# Energy Catalyzer
Energy Catalyzer este un dispozitiv construit de inventatorul Andrea Rossi sub indrumarea profesorului Sergio Focardi. Acesta afirma că ar fi un aparat pentru efectuarea unei reactii exoterme dintre nichel si hidrogen cu transmutare in cupru.

Afirmațiile nu au putut fi însă substanțiate iar proiectul este abandonat.